# FC Schötz
O Fussballclub Schötz é um clube de futebol com sede em Schötz, Suíça. A equipe compete na Swiss 1. Liga.

## História
O clube foi fundado em 1927. 